# Tomosvaryella toxodentis
Tomosvaryella toxodentis är en tvåvingeart som först beskrevs av Hardy och Frank Hall Knowlton 1939.  Tomosvaryella toxodentis ingår i släktet Tomosvaryella och familjen ögonflugor. Inga underarter finns listade i Catalogue of Life.